# Lista de filmes com temática LGBT de 2001
Esta é uma lista de filmes que contêm personagens e/ou temática lésbica, gay, bissexual, ou transgênera lançados em 2001.
| Título                                                        | Diretor                                | País                                           | Gênero                     | Elenco | Anotações |
| ------------------------------------------------------------- | -------------------------------------- | ---------------------------------------------- | -------------------------- | --- | --- |
| 10 Attitudes                                                  | Michael O. Gallant                     | EUA                                            | Comédia, Romance           | Jason Stuart, Jim J. Bullock, Christopher Cowan, Fritz Greve, Mitch Hara, Joey Vieira                                                | Um homem judeu descobre que seu namorado à 10 anos o está traindo |
| 12 horas                                                      | Raúl Marchand Sánchez                  | Porto Rico                                     | Drama, Comédia, Musical    | Marcos Betancourt, Cielomar Cuevas, Michelle Deliz, Flavia Manes Rossi, Charlie Massó, Yadira Nazario                                | trad. 12 Horas: A Noite Te Chama Uma noite na vida de um motorista de táxi de San Juan                                                                                   |
| 90 Miles                                                      | Juan Carlos Zaldívar                   | EUA                                            | Documentário               | Juan Carlos Zaldívar | Uma autobiografia do diretor cubano |
| Against                                                       | Todd Verow                             | EUA                                            | Suspense                   | Eric Sapp, Philly, Brenda Velez, Shawn Durr, Stephanie Machore                                                                       | Um crossdresser herda uma casa assombrado por seus pais |
| All Over the Guy                                              | Julie Davis                            | EUA                                            | Comédia, Romance           | Sasha Alexander, Dan Bucatinsky, Adam Goldberg, Joanna Kerns, Lisa Kudrow, Andrea Martin                                             | Um casal hétero decide bancar cupidos com seus amigos homossexuais |
| All the Queen's Men                                           | Stefan Ruzowitzky                      | EUA                                            | Comédia, Guerra            | Matt LeBlanc, Eddie Izzard, James Cosmo, Nicolette Krebitz, David Tristan Birkin, Edward Fox                                         | trad. Todos os Homens da Rainha Um time de agentes especiais britânicos infiltram uma fábrica feminina em Berlim durante a Segunda Guerra                                |
| American Adobo                                                | Laurice Guillen                        | Filipinas, EUA                                 | Comédia, Romance           | Cherry Pie Picache, Dina Bonnevie, Ricky Davao, Paolo Montalbán, Keesha Sharp, Sandy Andolong                                        | [ 7 ] |
| American Mullet                                               | Jennifer Arnold                        | EUA                                            | Documentário               | Matthew Bose | Enfatiza a afeição dos americanos pelo corte de cabelo conhecido como mullet                                                                                             |
| Amores Possíveis                                              | Sandra Werneck                         | Brasil                                         | Comédia, Romance, Drama    | Murilo Benício, Carolina Ferraz, Emílio de Mello, Beth Goulart, Irene Ravache                                                        | |
| Un Amour de Femme                                             | Sylvie Verheyde                        | França                                         | Drama                      | Hélène Fillières, Raffaëla Anderson, Anthony Delon, Jeannick Gravelines, William Wayolle, Karole Rocher                              | trad. Um Amor de Mulher Uma mulher casada tem um caso com uma instrutora de dança                                                                                        |
| Amy's Orgasm                                                  | Julie Davis                            | EUA                                            | Comédia                    | Julie Davis, Nick Chinlund, Caroline Aaron, Mitchell Whitfield, Jennifer Bransford, Julie Bowen                                      | trad. O Orgasmo de Amy |
| Anatomy of a Hate Crime                                       | Tim Hunter                             | EUA                                            | Drama                      | Cy Carter, Brendan Fletcher, Ian Somerhalder, Busy Philipps, Amanda Fuller, Gabrielle Miller                                         | Baseado no assassinato de Matthew Shepard |
| Baliktaran: Si Ace At Si Daisy                                | Al Tantay                              | Filipinas                                      | Comédia                    | Rufa Mae Quinto, Bayani Agbayani, Rommel Montano, Al Tantay, Samantha Lopez                                                          | Um homem gay e uma mulher lésbica são forçados a se casarem |
| Barnie et ses petites contrariétés                            | Bruno Chiche                           | França                                         | Comédia, Drama             | Fabrice Luchini, Nathalie Baye, Marie Gillain, Hugo Speer, Serge Hazanavicius, Mélanie Bernier                                       | Um homem casado tem dois amantes; uma jovem publicitária, e um leiloeiro                                                                                                 |
| BattleQueen 2020                                              | Daniel D’Or                            | Canadá                                         | Ficção Científica, Ação    | Julie Strain, Jeff Wincott, Zehra Leverman, Brian Frank, Bill Baker, Jade Kroll                                                      | Depois de um cometa destruir quase toda civilização, uma mulher defende o que sobrou das forças do mal                                                                   |
| Be.Angeled                                                    | Roman Kuhn                             | Alemanha                                       | Drama                      | Anatole Taubman, Martin Glade, Kathrin Kühnel, Stefan Lochau, Manuel Cortez                                                          | Oito histórias relacionadas à festa Love Parade em Berlim |
| Benzina                                                       | Monica Stambrini                       | Itália                                         | Crime, Drama               | Maya Sansa, Regina Orioli, Mariella Valentini, Luigi Maria Burruano                                                                  | Um jovem casal de lésbicas tem que fugir da lei depois da morte acidental da mãe de uma delas                                                                            |
| Beonjijeompeureul Hada (번지점프를 하다)                      | Kim Dae-seung                          | Coreia do Sul                                  | Drama, Romance             | Lee Eun-ju, Lee Byung-hun, Yeo Hyun-soo, Hong Soo-hyun, Jeon Mi-seon, Suk-Won Chang                                                  | |
| Be - Skitne, syndige meg                                      | Jan Dalchow                            | Noruega                                        | Documentário               | | Um jovem cristão decide se matar depois de descobrir sua homossexualidade                                                                                                |
| Beyond the City                                               | Gigi Gaston                            | Canadá                                         | Crime, Ação                | Alyson Hannigan, Nastassja Kinski, Jennifer Esposito, Steve Harris, Brian McCardie, Todd Field                                       | trad. Além dos Limites Também conhecido como Rip it Off Três mulheres são mais espertas que os homens que tentam reucusar a parte delas do dinheiro roubado de um casino |
| Beyond Vanilla                                                | Claes Lilja                            | EUA                                            | Documentário               | Mitch Banning, Celeste, Chloe, Bud Cockerham, Casey Criste, Kevin Dailey                                                             | Sobre fetiches e práticas BDSM |
| Blow Dry                                                      | Paddy Breathnach                       | Reino Unido                                    | Comédia, Romance           | Alan Rickman, Natasha Richardson, Rachel Griffiths, Rachael Leigh Cook, Josh Hartnett, Bill Nighy                                    | trad. De Cabelos em Pé O Campeonato de Cabeleireiros Britânicos toma conta de uma pequena cidade inglesa                                                                 |
| Bolivia                                                       | Adrián Caetano                         | Argentina, Países Baixos                       | Drama                      | Freddy Flores, Rosa Sánchez, Oscar Bertea, Enrique Liporace, Marcelo Videla, Héctor Anglada                                          | Um imigrante boliviano procura emprego e sofre preconceito em Buenos Aires                                                                                               |
| Bombay Eunuch                                                 | Alexandra Shiva                        | EUA                                            | Documentário               | | Uma hijra luta para sobreviver na Índia moderna |
| Le bon fils                                                   | Irène Jouannet                         | França                                         | Drama                      | Jeremie Lippmann, Max Boublil, Marie Dubois, Marie-Laure Dougnac, Nicole Kaufmann, Claudine Baschet                                  | Viajando para a casa de sua avó, um jovem conhece um rapaz que lhe dá uma lição sobre o amor, a vida, diversão, adolescência, e a amizade                                |
| The Brotherhood                                               | David Decoteau                         | EUA                                            | Terror                     | Samuel Page, Josh Hammond, Bradley Stryker, Brandon Beemer                                                                           | O primeiro filme da série de terror homoerótico The Brotherhood |
| The Brotherhood II: Young Warlocks                            | David Decoteau                         | EUA                                            | Terror                     | Forrest Cochran, Sean Faris, Stacey Scowley, C. J. Thomason                                                                          | O segundo filme da série de terror homoerótico The Brotherhood |
| Brother Born Again                                            | Julia Pimsleur                         | EUA                                            | Documentário               | Julia Pimsleur, Katy Chevigny, Lucas Clark, Stan Koehler, Michael O'Connell, Beverly Pimsleur                                        | A diretora, judia e bissexual, revê o irmão, que se juntou a uma comunidade cristã fundamentalista                                                                       |
| Bully                                                         | Larry Clark                            | EUA, França                                    | Crime, Suspense            | Brad Renfro, Bijou Phillips, Rachel Miner, Michael Pitt, Kelli Garner, Leo Fitzpatrick, Nick Stahl                                   | Baseado no assassinato de Bobby Kent e no livro Bully: A True Story of High School Revenge de Jim Schutze                                                                |
| The Business of Strangers                                     | Patrick Stettner                       | EUA                                            | Drama                      | Stockard Channing, Julia Stiles, Fred Weller, Mary Testa, Jack Hallett, Marcus Giamatti                                              | |
| By Hook or by Crook                                           | Harry Dodge, Silas Howard              | EUA                                            | Drama                      | Silas Howard, Harry Dodge, Stanya Kahn, Carina Gia                                                                                   | Dois amigos trans cometem pequenos roubos |
| The Car Man                                                   | Ross MacGibbon                         | Reino Unido                                    | Drama, Romance             | Alan Vincent, Saranne Curtin, Will Kemp, Etta Murfitt, Scott Ambler, Vicky Evans                                                     | Um homem misterioso chega a uma pequena comunidade e leva os moradores à avareza, sexo, e assassinato                                                                    |
| Ceci est mon corps                                            | Rodolphe Marconi                       | França                                         | Drama                      | Louis Garrel, Jane Birkin, Elisabeth Depardieu, Didier Flamand, Annie Girardot, Mélanie Laurent                                      | trad. Este É o Meu Corpo Um homem substitui um ator gay em um papel gay depois deste se matar                                                                            |
| Ceci est une pipe (journal extime)                            | Patrick Mario Bernard, Pierre Trividic | França                                         | Documentário               | Patrick-Mario Bernard, Peter Bonke, Jean-Yves Jouannais, Fabienne Le Sager, Bernard Lemoine, Yves Smadja                             | Sobre a cultura sexual dos ursos |
| Century Hotel                                                 | David Weaver                           | Canadá                                         | Mistério, Drama, Romance   | Joel Bissonnette, Lindy Booth, Albert Chung, Colm Feore, David Hewlett, Sandrine Holt                                                | Segue sete narrativas em épocas diferentes centradas no mesmo hotel |
| Ce vieux rêve qui bouge                                       | Alain Guiraudie                        | França                                         | Comédia                    | Pierre Louis-Calixte, Jean-Marie Combelles, Jean Ségani, Yves Dinse, Serge Ribes, Jean-Claude Montheil                               | trad. Esse Velho Sonho que se Move Em uma usina prestes a fechar, um jovem técnico chega para desmontar a última máquina e é admirado pelos operários                    |
| Change-moi ma vie                                             | Liria Bégéja                           | França                                         | Drama                      | Fanny Ardant, Roschdy Zem, Fanny Cottençon, Sami Bouajila, Jean-Yves Gautier, Gérard Chaillou                                        | Uma mulher desmaia nas ruas de Paris e é resgatada por uma prostituta argelina trans com quem ela faz amizade                                                            |
| Chop Suey                                                     | Bruce Weber                            | EUA                                            | Documentário               | Peter Johnson, Frances Faye, Herbie Fletcher, Dibi Fletcher, Christian Fletcher, Nathan Fletcher                                     | [ 28 ] |
| La Ciénaga                                                    | Lucrecia Martel                        | Argentina                                      | Comédia, Drama             | Mercedes Morán, Graciela Borges, Martín Adjemián, Leonora Balcarce, Silvia Baylé, Sofia Bertolotto                                   | Uma família burguesa passa um tempo em sua casa de campo, mas quando um adulto sofre um acidente as crianças são deixadas sozinhas                                       |
| Circuit                                                       | Dirk Shafer                            | EUA                                            | Drama                      | Jonathan Wade Drahos, Andre Khabbazi, Brian Lane Green, Kiersten Warren, William Katt, Nancy Allen                                   | Um policial gay se muda para Los Angeles e conhece um garoto de programa inseguro em uma rave                                                                            |
| Claire                                                        | Milford Thomas                         | EUA                                            | Fantasia                   | Toniet Gallego, Mish P. DeLight, James Ferguson, Pat Bell, Katherine Moore, Anna May Hirsch                                          | Filme mudo baseado no conto da Princesa Kaguya Nos anos 20, um casal gay idoso encontra uma menina dentro de uma espiga de milho e a adotam                              |
| Coming of Age                                                 | Phil Gorn                              | EUA                                            | Drama                      | Kaliopi Eleni, Norman Gee, Ron Guinto, Kevin Lasit                                                                                   | Um adolescente é detido por um crime de ódio e é sentenciado a prestar serviço comunitário em um hospital para a AIDS                                                    |
| Coming Out (커밍 아웃)                                        | Kim Jee-woon                           | Coreia do Sul                                  | Terror                     | Won-hee Im, Hye-Ju Ku, Eul No, Ha-kyun Shin, Hee-Jin Woo                                                                             | Uma jovem pede que seu irmão filme sua confissão |
| Corky Romano                                                  | Rob Pritts                             | EUA                                            | Comédia                    | Chris Kattan, Vinessa Shaw, Peter Falk, Peter Berg, Chris Penn, Fred Ward                                                            | trad. A Arma Secreta da Máfia |
| CQ                                                            | Roman Coppola                          | EUA                                            | Ficção Científica          | Jeremy Davies, Angela Lindvall, Élodie Bouchez, Gérard Depardieu, Giancarlo Giannini, Massimo Ghini                                  | [ 34 ] |
| Crush                                                         | John McKay                             | Reino Unido                                    | Comédia, Drama             | Andie MacDowell, Imelda Staunton, Anna Chancellor, Kenny Doughty, Bill Paterson, Richenda Carey                                      | Três mulheres na casa dos 40 anos se encontram toda semana para conversar e decidir qual delas tem a pior vida amorosa                                                   |
| Dakota Bound                                                  | Lloyd A. Simandl                       | Canadá                                         | Ficção Científica, Erótico | Fawnia Mondey, Esther Hanuka, John Comer, Eva Decastelo, Lenka Jelínková, Katerina Cermak                                            | No futuro não tão distante, uma praga mata quase toda a população, menos 20 moças de uma escola privada                                                                  |
| Danny in the Sky                                              | Denis Langlois                         | Canadá                                         | Drama                      | Richard Angrignon, Stéphanie Aubry, Jessie Beaulieu, Eric Benton, Véronique Jenkins, Eric Cabana                                     | Um modelo, filho de um homossexual enrustido, trabalha em um clube de strippers gay apesar de ser hétero                                                                 |
| The Deep End                                                  | Scott McGehee, David Siegel            | EUA                                            | Mistério                   | Tilda Swinton, Goran Višnjić, Jonathan Tucker, Peter Donat, Josh Lucas, Raymond J. Barry                                             | trad. Até o Fim Uma mãe descobre que seu filho adolescente está tendo um caso com o dono de uma boate em Reno                                                            |
| De La Calle                                                   | Gerardo Tort                           | México                                         | Drama                      | Luis Fernando Peña, Maya Zapata, Armando Hernández, Mario Zaragoza                                                                   | Sobre garotos de rua da Cidade do México |
| The Diaries of Vaslav Nijinsky                                | Paul Cox                               | Austrália, Suécia, Alemanha, Países Baixos     | Documentário, Biográfico   | Derek Jacobi, Delia Silvan, Chris Haywood, Hans Sonneveld, Oliver Streeton, Jillian Smith                                            | Uma dramatização dos diários íntimos do bailarino russo Vaslav Nijinsky                                                                                                  |
| Different Shades of Pink                                      | Pak-Kin Ho, Alexander Ku               | Austrália                                      | Documentário               | | Entrevista três casais gays multirraciais em Sydney |
| Digital Sex                                                   | Amory Peart                            | Reino Unido                                    | Documentário, Erótico      | Alexis Arquette, Amory Peart, Kevin Warwick                                                                                          | Um tour pelo submundo sexual de Londres |
| The Doe Boy                                                   | Randy Redroad                          | EUA                                            | Drama                      | James Duval, Kevin Anderson, Andrew J. Ferchland, Jeri Arredondo, Judy Herrera, Gordon Tootoosis                                     | Um garoto cherokee é hemofílico em uma cultura obcecada com a identidade do sangue                                                                                       |
| Don’s Plum                                                    | R.D. Robb                              | EUA                                            | Drama                      | Tobey Maguire, Marissa Ribisi, Jeremy Sisto, Amber Benson, Scott Bloom, Leonardo DiCaprio                                            | [ 43 ] |
| Endgame                                                       | Gary Wicks                             | Reino Unido                                    | Drama                      | Corey Johnson, Toni Barry, Mark McGann, John Benfield, Daniel Newman, Adam Allfrey                                                   | Um gangster sadístico usa um garoto de programa em seus esquemas de chantagem                                                                                            |
| En Kort en lang                                               | Hella Joof                             | Dinamarca, Alemanha                            | Comédia, Romance           | Mads Mikkelsen, Troels Lyby, Charlotte Munck, Jesper Lohmann, Oskar Walsøe                                                           | trad. Ela Entre Nós Logo depois de pedir seu namorado em casamento, um homem também se apaixona pela cunhada dele                                                        |
| Exploding Oedipus                                             | Marc Lafia                             | EUA                                            | Drama                      | Andrew Ableson, George Alvarez, Charlotte Chatton, James Anthony Cotton, John Detwiler, Boris Eckey                                  | Após a morte do pai, um jovem bohêmio reavalia sua vida |
| A Family Affair                                               | Helen Lesnick                          | EUA                                            | Comédia, Romance           | Helen Lesnick, Erica Shaffer, Arlene Golonka, Barbara Stuart, Michele Greene, Suzanne Westenhoefer                                   | Uma mãe tenta arranjar a mulher perfeita para sua filha lésbica |
| Fashion Victim: The Killing of Gianni Versace                 | James Kent                             | EUA                                            | Documentário               | Marisa Berenson, Joan Juliet Buck, Andrew Cunanan, Peter Cunanan, Antonio D'Amico, Makelaie                                          | Sobre o assassinato do designer Gianni Versace |
| Le fate ignoranti                                             | Ferzan Özpetek                         | Itália, França                                 | Drama                      | Margherita Buy, Stefano Accorsi, Serra Yilmaz, Gabriel Garko, Erika Blanc, Andrea Renzi                                              | trad. Um Amor Quase Perfeito Uma mulher descobre que seu marido recém falecido estava tendo um caso com outro homem                                                      |
| Final Stab                                                    | David Decoteau                         | EUA                                            | Terror                     | Jamie Gannon, Melissa Reneé Martin, Erinn Hayes, Bradley Stryker, Chris Boyd, Laila Reece Landon                                     | |
| The Fluffer                                                   | Richard Glatzer, Wash Westmoreland     | EUA                                            | Comédia Romance, Drama     | Scott Gurney, Michael Cunio, Roxanne Day, Taylor Negron, Richard Riehle, Deborah Harry                                               | trad. Fluffer - Nos Bastidores do Desejo Um homem gay trabalha como fluffer para uma estrela pornô hétero                                                                |
| Forbidden                                                     | Robert Kubilos                         | EUA                                            | Drama, Erótico             | Dillon Morgan Silver, Renee Rea, Tracy Ryan, Jason Schnuit, Jeniffer Kush                                                            | Um homem descobre que seu amigo vai se casar com a mulher com quem ele teve um caso de uma noite anos antes                                                              |
| Freaks, Glam Gods and Rock Stars                              | Tim Ryan                               | EUA                                            | Documentário               | Jayne County, D.W. Friend, Corey Gorey, Paul Morden                                                                                  | Um tour pelas subculturas mais interessantes de Manhattan |
| Friends & Family                                              | Kristen Coury                          | EUA                                            | Comédia                    | Greg Lauren, Christopher Gartin, Rebecca Creskoff, Edward Hibbert, Allison Mackie, Beth Fowler                                       | Um casal gay de assassinos da máfia tem que fingir serem donos de uma empresa de catering para um casamento                                                              |
| Friends in High Places                                        | Lindsey Merrison                       | Alemanha                                       | Documentário               | | Sobre um culto espiritual em Myanmar performado por médiums de maioria gay                                                                                               |
| Gaudi Afternoon                                               | Susan Seidelman                        | Espanha, EUA                                   | Comédia, Mistério          | Judy Davis, Marcia Gay Harden, Lili Taylor, Juliette Lewis, María Barranco, Christopher Bowen                                        | trad. Procura-se um Amor em Barcelona ou As Tardes de Gaudi |
| Genesis                                                       | Kenneth Scicluna                       | Malta                                          | Comédia                    | Engelbert Grech, Jean Pierre Magro, Khaled Reyani, Peter Busuttil, Chris Galea, Marceline Galea                                      | Segue as vidas de três colegas de quarto por sete dias, quando eles conhecem um escritor gay                                                                             |
| Georgie Girl                                                  | Annie Goldson, Peter Wells             | Nova Zelândia                                  | Documentário               | Georgina Beyer | Sobre a primeira pessoa trans no mundo a ser eleita a um parlamento |
| Ghosts of Mars                                                | John Carpenter                         | EUA                                            | Ficção Científica          | Natasha Henstridge, Ice Cube, Jason Statham, Clea DuVall, Pam Grier, Joanna Cassidy                                                  | |
| Giorni                                                        | Laura Muscardin                        | Itália                                         | Romance, Drama             | Thomas Trabacchi, Riccardo Salerno, Davide Bechini, Roberta Cartocci, Riccardo De Filippis, Sebastiano Busiri Vici                   | trad. Dias de Perdição Um gerente de banco gay soropositivo reencontra um antigo amor                                                                                    |
| A Glimpse of Hell                                             | Mikael Salomon                         | EUA                                            | Drama                      | James Caan, Robert Sean Leonard, Daniel Roebuck, Jamie Harrold, John Doman                                                           | trad. Vestígio do Inferno Um oficial tenta expor a verdade quando a marinha culpa um caso amoroso entre dois marinheiros pela explosão dentro do USS Iowa                |
| Going Greek                                                   | Justin Zackham                         | EUA                                            | Comédia                    | Dylan Bruno, Laura Harris, Simon Rex, Dublin James, Chris Owen, Oliver Hudson                                                        | trad. Calouros em Apuros |
| Golden Girl                                                   | Vincent Champagniac                    | França                                         | Drama                      | Rachel Guenot, Lisa Belle, Philippe Visconti, Clara Creantor, Stephanie Bibard, Pierre Wallace                                       | [ 59 ] |
| Goyangileul Butaghae (고양이를 부탁해)                        | Jeong Jae-eun                          | Coreia do Sul                                  | Drama                      | Bae Doo-na, Lee Yo-won, Ok Ji-young, Lee Eun-sil, Lee Eun-ju, Oh Tae-kyung                                                           | Cinco amigas lutam para ainda serem próximas depois de terminarem o ensino médio                                                                                         |
| Gypsy 83                                                      | Todd Stephens                          | EUA                                            | Drama                      | Sara Rue, Kett Turton, Karen Black, John Doe, Marlene Wallace, Anson Scoville                                                        | Duas jovens góticas viajam para Nova Iorque para um festival anual celebrando sua ídolo, Stevie Nicks                                                                    |
| Harvesters                                                    | Joe Ripple                             | EUA                                            | Ação, Terror               | George Stover, Donna Sherman, Steven King, Joe Ripple                                                                                | Sobre uma pequena gangue de desajustados violentos liderado por uma veterana lésbica da Guerra do Golfo                                                                  |
| He Died with a Felafel in His Hand                            | Richard Lowenstein                     | Austrália, Itália                              | Drama                      | Noah Taylor, Emily Hamilton, Romane Bohringer, Alex Menglet, Brett Stewart, Damian Walshe-Howling                                    | [ 63 ] |
| Hedwig and the Angry Inch                                     | John Cameron Mitchell                  | EUA                                            | Musical, Comédia, Drama    | John Cameron Mitchell, Ben Mayer-Goodman, Miriam Shor, Stephen Trask, Andrea Martin, Michael Pitt                                    | Baseado no musical homônimo de Stephen Trask e Mitchell |
| Herr Schmidt und Herr Friedrich                               | Ulrike Franke, Michael Loeken          | Alemanha                                       | Documentário               | Wilfried Friedrich, Kurt Schmidt, Lena Stolze, Irina Friedrich, Eva Hube                                                             | Cenas da vida de um casal gay chegando na terceira idade no interior alemão                                                                                              |
| Hey, Happy!                                                   | Noam Gonick                            | Canadá                                         | Ficção Científica, Comédia | Jérémie Yuen, Craig Aftanis, Clayton Godson                                                                                          | Um DJ de raves jura transar com 2.000 homens antes do apocalipse iminente                                                                                                |
| Honeybee                                                      | Melvin James                           | EUA                                            | Drama                      | Senait Ashenafi, James Avery, Chrystale Wilson, Antwan Mills, Roxzane T. Mims, Pierre Perea                                          | Uma jovem larga a faculdade para virar boxeadora contra a vontade de seu pai                                                                                             |
| Hush! (ハッシュ!)                                             | Ryōsuke Hashiguchi                     | Japão                                          | Drama                      | Seiichi Tanabe, Kazuya Takahashi, Reiko Kataoka, Tsugumi, Manami Fuji, Yoko Akino                                                    | Uma mulher pede que um casal gay a ajude a ter um filho |
| I Am Not What You Want (天使)                                 | Kit Hung                               | Hong Kong                                      | Drama                      | Chet Lam, Lik Hang Hung, Joyee Lam, Ki Lok Chan                                                                                      | Um universitário gay passa a viver com seu amigo depois de se assumir para seus pais e ser expulso de casa                                                               |
| I love you, baby                                              | Alfonso Albacete, David Menkes         | Espanha                                        | Comédia, Drama, Romance    | Jorge Sanz, Santiago Magill, Tiaré Scanda                                                                                            | Um homem tenta reconquistar seu namorado depois que este sofre um acidente e 'vira' hétero                                                                               |
| In the Company of Strangers                                   | Tom Hofbauer                           | EUA                                            | Drama                      | Tom Kleinert, Benjamin Scott Perry, Laura A. Amico, Madge Levinson, Scott Hopkins, Scott Blair                                       | Um jovem é sentenciado a prestar serviço comunitário em um hospital para a AIDS depois de participar de um crime de ódio                                                 |
| Inertia                                                       | Sean Garrity                           | Canadá                                         | Drama                      | Jonas Chernick, Sarah Constible, Gordon Tanner, Micheline Marchildon, Yumiko Sakamoto, Garfield Williams                             | Um triângulo amoroso com quatro pessoas |
| Inside Boystown                                               | Louise Walker                          | Canadá                                         | Documentário               | | Sobre seis prostitutos que trabalham nas ruas de Vancouver |
| Iris                                                          | Richard Eyre                           | Reino Unido, EUA                               | Biográfico, Drama          | Judi Dench, Jim Broadbent, Kate Winslet, Hugh Bonneville, Penelope Wilton, Samuel West                                               | |
| James Dean                                                    | Mark Rydell                            | EUA                                            | Biográfico                 | James Franco, Michael Moriarty, Valentina Cervi, Enrico Colantoni, Amy Rydell, Mark Rydell                                           | Sobre a vida e carreira do ator americano James Dean |
| Jan Dara                                                      | Nonzee Nimibutr                        | Tailândia                                      | Erótico, Drama             | Christy Chung, Patharawarin Timkul, Eakarat Sarsukh, Wipawee Charoenpura, Patharawarin Timkul                                        | |
| Je suis la folle de Brejnev                                   | Frédéric Mitterrand                    | França                                         | Documentário               | Frédéric Mitterrand | Sobre a repressão de homossexuais na União Soviética |
| Jet Boy                                                       | Dave Schultz                           | Canadá                                         | Drama                      | Dylan Walsh, Matthew Currie Holmes, Kelly Rowan, Branden Nadon, Joe Norman Shaw, David LeReaney                                      | Depois da morte da mãe, um garoto de 13 anos procura o pai desconhecido e descobre seu passado, sua família, e sua sexualidade                                           |
| Jīn nián xià tiān (今年夏天)                                  | Li Yu                                  | China                                          | Drama, Romance             | Pan Yi, Shitou, Zhang Qianqian, Zhang Jilian                                                                                         | Primeiro filme da China continental de tema lésbico Sobre o relacionamento de uma cuidadora de elefantes do zoológico de Pequim e uma vendedora de tecidos               |
| Jiu yue (旧约)                                                | Zi’en Cui                              | China                                          | Drama                      | Huanan Du, Yaqi Guo, Dong Luo, Ran Ma, Hao Meng, Qimuge Naren                                                                        | Dividido em três partes, explora a homossexualidade na China comunista                                                                                                   |
| Julie Johnson                                                 | Bob Gosse                              | EUA                                            | Drama                      | Lili Taylor, Courtney Love, Spalding Gray, Noah Emmerich, Mischa Barton                                                              | Uma dona de casa começa a fazer aulas de informática, deixa seu marido, e se apaixona por sua amiga                                                                      |
| Karmen Geï                                                    | Joseph Gaï Ramaka                      | Senegal                                        | Musical, Romance, Drama    | Djeïnaba Diop Gaï, Magaye Niang, Stephanie Biddle, Thierno Ndiaye Doss, Dieynaba Niang, El Hadg Ndiaye                               | trad. Carmen Negra Uma adaptação moderna de Carmen |
| Ke Kulana He Mahu: Remembering a Sense of Place               | Brent Anbe, Kathryn Xian               | EUA                                            | Documentário               | | Sobre a aceitação da homossexualidade na sociedade havaiana |
| Kevin's Room                                                  | Sharon Zurek                           | EUA                                            | Drama                      | Robert Barnett, Rhonda Bedgood, Da'Non Bolden, Perry Cavitt, Sanford Gaylord, Cynthia Maddox                                         | Um assisstente social negro começa um grupo de apoio para homens gays |
| Kissing Jessica Stein                                         | Charles Herman-Wurmfeld                | EUA                                            | Comédia, Romance           | Jennifer Westfeldt, Heather Juergensen, Scott Cohen, Jackie Hoffman, Brian Stepanek, John Cariani                                    | trad. Beijando Jessica Stein Uma mulher procurando o homem perfeito acaba achando a mulher perfeita                                                                      |
| Lan Yu                                                        | Stanley Kwan                           | Hong Kong, China                               | Romance, Drama             | Hu Jun, Liu Ye, Su Jin, Li Huatong, Luo Fang, Zhang Yongning                                                                         | Baseado em no romance Beijing Story, anonimamente publicado na internet em 1998 Conta a trágica história de amor entre dois homens                                       |
| Lantana                                                       | Ray Lawrence                           | Austrália, Alemanha                            | Mistério, Drama            | Anthony LaPaglia, Rachael Blake, Kerry Armstrong, Manu Bennett, Melissa Martinez, Owen McKenna                                       | trad. A Floresta de Lantana |
| Lavoura Arcaica                                               | Luiz Fernando Carvalho                 | Brasil                                         | Drama                      | Selton Mello, Raul Cortez, Juliana Carneiro da Cunha, Simone Spoladore, Leonardo Medeiros, Caio Blat                                 | |
| The Lawless Heart                                             | Tom Hunsinger, Neil Hunter             | Reino Unido                                    | Drama, Comédia             | Bill Nighy, Tom Hollander, Douglas Henshall, Clementine Celarie, Ellie Haddington, Sukie Smith                                       | trad. Coração Sem Lei Três histórias conectadas pela morte do dono gay de um restaurante                                                                                 |
| L.I.E.                                                        | Michael Cuesta                         | EUA                                            | Drama                      | Brian Cox, Paul Dano, Billy Kay, Bruce Altman, Walter Masterson                                                                      | trad. Sem Saída |
| Life as a House                                               | Irwin Winkler                          | EUA                                            | Drama                      | Kevin Kline, Kristin Scott Thomas, Hayden Christensen, Jena Malone, Mary Steenburgen, Ian Somerhalder                                | |
| Life's Evening Hour                                           | Karen Murray                           | Canadá                                         | Documentário               | John Dugdale | Um artista perde sua visão para a AIDS, e usa sua situação para encontrar um novo meio artístico                                                                         |
| Loin                                                          | André Téchiné                          | França, Espanha                                | Drama                      | Stéphane Rideau, Lubna Azabal, Mohamed Hamaidi, Yasmina Reza, Jack Taylor, Gaël Morel                                                | Um homem tenta se reconciliar com sua ex-namorada, e pede ajuda a o novo amante dela                                                                                     |
| Lost and Delirious                                            | Léa Pool                               | Canadá                                         | Drama, Romance             | Piper Perabo, Jessica Paré, Mischa Barton, Jackie Burroughs, Graham Greene, Emily VanCamp                                            | Baseado no livro The Wives of Bath de Susan Swan |
| Macbeth: the Comedy                                           | Allison L. LiCalsi                     | EUA                                            | Comédia                    | Erika Burke, Juliet Furness, Dudley Findlay Jr., Ted deChatelet, Phillip Christian, Christopher Briggs                               | Uma versão cômica de Macbeth com um casal de lésbicas ambiciosas e um trio de drag queens bruxas                                                                         |
| The Man Who Wasn’t There                                      | Joel e Ethan Coen                      | EUA, Reino Unido                               | Crime, Drama               | Billy Bob Thornton, Frances McDormand, Michael Badalucco, James Gandolfini, Scarlett Johansson, Jon Polito                           | |
| Marlene Dietrich: Her Own Song                                | David Riva                             | Alemanha                                       | Documentário               | Marlene Dietrich, Burt Bacharach, André G. Brunelin, Rosemary Clooney, Hildegard Knef, Volker Schlöndorff                            | Sobre a atriz alemã e ícone gay Marlene Dietrich |
| Marujas asesinas                                              | Javier Rebollo                         | Espanha                                        | Comédia                    | Neus Asensi, Antonio Resines, Nathalie Seseña, Pere Ponce, Karra Elejalde, Carlos Lozano                                             | Uma mulher planeja matar seu marido para manter seu amante com a ajuda de sua irmã, seu irmão açougueiro gay, e um entregador deficiente intelectual                     |
| Mauvais genres                                                | Francis Girod                          | Bélgica, França                                | Drama                      | Robinson Stévenin, Stéphane Metzger, Richard Bohringer, William Nadylam, Frédéric Pellegeay, Ginette Garcin                          | Uma prostituta trans, que escapou do pai abusivo, fica presa em uma relacionamento com a mesma dinâmica e é suspeita de assassinato                                      |
| Ma vie en plus                                                | Brian Tilley                           | África do Sul, França                          | Documentário               | | Um ativista sul-africano se recusa a tomar medicamentos para a AIDS até que eles estejam disponíveis para todos                                                          |
| Mein Vater, die Tunte                                         | Uwe Janson                             | Alemanha                                       | Comédia                    | Jan-Gregor Kremp, Matthias Schweighöfer, Pasquale Aleardi, Sabine Orléans, Walter Giller, Nina Petri                                 | Um homem descobre sua homossexualidade, deixa sua esposa e filho, e abre uma boate drag em Berlim                                                                        |
| A Mexicana                                                    | Gore Verbinski                         | EUA                                            | Ação, Comédia, Romance     | Brad Pitt, Julia Roberts, James Gandolfini, J. K. Simmons, David Krumholtz, Bob Balaban                                              | |
| Mi gringa, retrato inconcluso                                 | Aldo Garay                             | Uruguai                                        | Documentário               | Julia, Ignacio | Sobre uma mulher trans e seu parceiro |
| Mulholland Drive                                              | David Lynch                            | EUA                                            | Suspense, Mistério, Drama  | Naomi Watts, Laura Harring, Justin Theroux, Ann Miller, Robert Forster                                                               | |
| My Babushka: Searching Ukranian Identities                    | Barbara Hammer                         | EUA                                            | Documentário               | Vera Berdashevich, Vadim Bezprozvany, Greesha Felanovsky, Alexander Ficinko, Natalia Filonenko, Barbara Hammer                       | Uma mulher procura suas origens étnicas, sua identidade, e a história de sua família na Ucrânia                                                                          |
| My Friend Su                                                  | Neeraj Bhasin                          | Índia                                          | Documentário               | | Sobre a amiga trans do diretor |
| My Life as a Troll                                            | Dominick Brascia                       | EUA                                            | Fantasia                   | Dominick Brascia, David Chisum, Tava Smiley, Kevin Castro, Damon Shalit, Kerri Kasem                                                 | Um comediante se pergunta se homens gays e héteros podem realmente serem amigos                                                                                          |
| Myth of Father                                                | Paul Hill                              | EUA                                            | Documentário               | Ann Hill, Jodie Hill, Paul Hill, Sean Hill, Steve Hill, Wanoka Hill                                                                  | Sobre o relacionamento entre o diretor e seu pai trans |
| Never Again                                                   | Eric Schaeffer                         | EUA                                            | Comédia, Romance           | Jeffrey Tambor, Jill Clayburgh, Caroline Aaron, Bill Duke, Sandy Duncan, Michael McKean                                              | trad. Coisas do Amor Duas pessoas que prometeram nunca se apaixonar novamente se conhecem em um bar gay                                                                  |
| Never My Soul!                                                | Kutluğ Ataman                          | Turquia                                        | Documentário               | Ceyhan Firat | Segue uma prostituta trans turca vivendo na Suíça |
| New Year’s Day                                                | Suri Krishnamma                        | Reino Unido                                    | Drama                      | Bobby Barry, Marianne Jean-Baptiste, Anastasia Hille, Jacqueline Bisset, Andrew-Lee Potts, Michael Kitchen                           | Dois garotos decidem viver mais um ano e depois cometer suicídio após a morte trágica de seus colegas de turma                                                           |
| Ni na bian ji dian (你那邊幾點)                               | Tsai Ming-liang                        | Taiwan                                         | Drama, Romance             | Lee Kang-Sheng, Chen Shiang-Chyi, Lu Yi-Ching, Miao Tien, Cecilia Yip, Chen Chao-jung                                                | trad. Que Horas São Aí? |
| Norang Meori 2                                                | Kim Yu-min                             | Coreia do Sul                                  | Drama                      | Harisu, Shin Yi, Mo Hong-jin, Yoon Chan                                                                                              | Segue eventos precedentes e procedentes a última vez que uma mulher trans teve que mostrar uma verificação para sua identidade                                           |
| On the Bus                                                    | Dustin Lance Black                     | EUA                                            | Documentário               | Dustin Lance Black, Damon Intrabartolo, William Kaufman, Charles Kinsley, Jimmy Sjodin, Jason Webb                                   | Segue seis homens gays em um ônibus indo para o festival Burning Man |
| Ordinary Sinner                                               | John Henry Davis                       | EUA                                            | Drama, Romance             | Brendan Hines, Elizabeth Banks, Kris Park, A Martinez, Peter Onorati, Jesse Tyler Ferguson, Joshua Harto                             | Um ex-estudante de teologia retorna à sua cidade natal depois de uma crise de fé e se envolve em um triângulo amoroso com um velho amigo e uma mulher                    |
| Origine contrôlée                                             | Zakia Tahri, Ahmed Bouchaala           | França                                         | Comédia                    | Ronit Elkabetz, Patrick Ligardes, Atmen Kalif                                                                                        | Três pessoas presas por pequenos delitos estão prestes a serem deportados e precisam formular um plano de fuga                                                           |
| Out in Nature: Homosexual Behaviour in the Animal Kingdom     | Stephane Alexandresco, Bertrand Loyer  | Reino Unido                                    | Documentário               | | Examina o comportamento homossexual em animais |
| Out of the Closet, Off the Screen: The Life of William Haines | Fenton Bailey, Randy Barbato           | EUA                                            | Documentário               | William Haines, Stockard Channing, Christina Crawford, Michael Musto, Michael J. Mann                                                | Sobre a vida de William Haines, o primeiro ator abertamente gay de Hollywood                                                                                             |
| Pagdating Ng Panahon                                          | Joyce E. Bernal                        | Filipinas                                      | Comédia, Drama, Romance    | Sharon Cuneta, Robin Padilla, Rufa Mae Quinto, Amy Austria, Bernard Palanca, Bing Loyzaga                                            | Uma mulher religiosa de vida pacata fica extática quando um homem da cidade propõe casamento                                                                             |
| Des parents pas comme les autres                              | Laurence Katrian                       | França                                         | Drama                      | Louise Monot, Élisabeth Bourgine, Samuel Labarthe, Lucas Bonnifait, Fanny Florido, Donatienne Dupont                                 | Um colega de sala ciumento expõe o fato de uma garota ter duas mães |
| A Partilha                                                    | Daniel Filho                           | Brasil                                         | Comédia, Drama             | Glória Pires, Andréa Beltrão, Paloma Duarte, Lília Cabral, Herson Capri, Dennis Carvalho                                             | |
| Pendulum                                                      | James D. Deck                          | EUA                                            | Crime, Mistério            | Rachel Hunter, James Russo, Matt Battaglia, Scarlett McAlister, Alaina Huffman, Stephanie Vogt                                       | |
| Piñero                                                        | Leon Ichaso                            | EUA                                            | Biográfico                 | Benjamin Bratt, Giancarlo Esposito, Talisa Soto, Nelson Vasquez, Michael Wright, Michael Irby                                        | Sobre a vida do poeta e dramaturgo Miguel Piñero |
| Le Placard                                                    | Francis Veber                          | França                                         | Comédia                    | Daniel Auteuil, Gérard Depardieu, Michel Aumont, Michèle Laroque                                                                     | |
| Play Dead                                                     | Jeff Jenkins                           | EUA                                            | Comédia                    | Diva Zappa, Nathan Bexton, Sherrie Rose, Jessica D. Stone, Jason Hall, Katherine Connella                                            | Um adolescente gay descobre que o garoto que ele gostava morreu em um acidente de carro. Mas esse é só o começo do romance                                               |
| Princesa                                                      | Henrique Goldman                       | Itália, Espanha, França, Reino Unido, Alemanha | Biográfico, Romance, Drama | Ingrid de Souza, Cesare Bocci, Lulu Pecorari, Mauro Pirovano, Biba Lerhue, Sonia Morgan                                              | Baseado na vida de Fernanda Farias de Albuquerque Uma mulher trans viaja para Milão e trabalha como prostituta para financiar sua cirurgia de redesignação sexual        |
| The Private Dirk Bogarde                                      | Adam Low                               | Reino Unido                                    | Documentário               | Nicholas Shakespeare, Dirk Bogarde, Capucine, John Coldstream, Anthony Forwood, Gareth Forwood                                       | Explora a vida privada do ator Dirk Bogarde, incluíndo seu caso com seu empresário                                                                                       |
| Qingse ditu                                                   | Evans Chan                             | Hong Kong                                      | Drama                      | Bernardo Chow, Victor Ma, Cheri Ho, Lindzay Chan                                                                                     | Um jovem cineasta planeja um documentário sobre a abertura de uma Disneylândia em Hong Kong, onde ele conhece um dançarino                                               |
| Queen of the Whole Wide World                                 | Roger Hyde                             | EUA                                            | Documentário, Comédia      | Kris Andersson, Christian Campbell, Dan Gibson, Charles Herrera, Kristen Johnston, Scott Lane                                        | Sete drag queens em uma competição hilária para a caridade |
| Die Reise nach Kafiristan                                     | Fosco Dubini, Donatello Dubini         | Alemanha                                       | Biográfico, Drama          | Jeanette Hain, Nina Petri, Thomas Morris, Wolfgang Rau, Christof Wackernagel                                                         | Em 1939 a escritora Annemarie Schwarzenbach e a etnologista Ella Maillart, duas Suíças, viajam de carro até Cabul                                                        |
| La Répétition                                                 | Catherine Corsini                      | Canadá                                         | Drama, Suspense            | Emmanuelle Béart, Pascale Bussières, Dani Levy, Jean-Pierre Kalfon, Sami Bouajila, Marilú Marini                                     | Duas amigas de infância se reencontram, e a paixão obsessiva que uma tinha pela outra ressurge                                                                           |
| Return to Innocence                                           | Rocky Costanzo                         | EUA                                            | Drama                      | Andrew Martin, Steve De Forest, Richard Meese, Cynthia Downey, Shawn Berry, Lou Franson                                              | [ 107 ] |
| Ruby's Bucket of Blood                                        | Peter Werner                           | EUA                                            | Drama                      | Angela Bassett, Kevin Anderson, Brian Stokes, Mitchell Jurnee Smollett, Glenn Plummer, Angelica Page                                 | A dona de um juke joint na Luisiana perde seu ato principal e contrata um cantor branco                                                                                  |
| Sagitario                                                     | Vicente Molina Foix                    | Espanha                                        | Comédia                    | Ángela Molina, Eusebio Poncela, Enrique Alcides, Daniel Freire, Mirta Ibarra, María Isasi                                            | Um divorciada solitária visita uma clarividente e logo se vê cercada de pretendentes                                                                                     |
| Satan was a Lady                                              | Doris Wishman                          | EUA                                            | Drama                      | Honey Lauren, Glyn Styler, Edge, Hans Lohl, Carlos Velazquez, Laudet Torres                                                          | Uma prostituta traça seu plano para alcançar uma vida de luxos |
| Saturn's Return                                               | Wenona Byrne                           | Austrália                                      | Curta, Drama               | Joel Edgerton, Damian Walshe-Howling, Harold Hopkins, Tina Bursill                                                                   | Um casal gay visita o pai suicida de um deles |
| Der Schuh des Manitu                                          | Michael Herbig                         | Alemanha                                       | Comédia                    | Michael Herbig, Christian Tramitz, Sky du Mont, Marie Bäumer, Rick Kavanian, Hilmi Sözer                                             | trad. O Tesouro de Manitou |
| Schwimmer in der Wüste                                        | Kurt Mayer                             | Áustria                                        | Documentário               | László Almásy | A história real das aventuras de László Almásy, homossexual que cruzou a África em 1929 e foi base para o romance O Paciente Inglês                                      |
| Scotland, PA                                                  | Billy Morrissette                      | EUA                                            | Comédia                    | James Le Gros, Maura Tierney, Christopher Walken, Kevin Corrigan, James Rebhorn, Tom Guiry                                           | Uma adaptação da Macbeth centrada em uma barraquinha de hambúrgers |
| Scout's Honor                                                 | Tom Shepard                            | EUA                                            | Documentário               | Steven Cozza, Tim Curran, James Dale                                                                                                 | O primeiro escoteiro abertamente gay luta para reverter as leis anti-gay da organização                                                                                  |
| The Secret Glory                                              | Richard Stanley                        | Reino Unido                                    | Documentário               | Heinrich Himmler, Paul A. Ladame, Hans-Jurgen Lange, Otto Rahn, Ingebor Roehmer-Rahn, Albert von Haller                              | Sobre Otto Rahn, agente da SS obcecado com sua busca pelo cálice sagrado                                                                                                 |
| Seven and a match                                             | Derek Simonds                          | EUA                                            | Comédia, Drama             | Eion Bailey, Heather Donahue, Devon Gummersall, Tina Holmes, Adam Scott, Daniel Sauli, Petra Wright                                  | |
| Sex Becomes Her                                               | Mike Aho                               | EUA                                            | Documentário               | Chi Chi La Rue, Steve Rambo, Cole Tucker                                                                                             | Sobre a drag queen e diretora de filmes pornô gay Chi Chi LaRue |
| Shades of Gray                                                | Tim De Paepe                           | EUA                                            | Documentário               | Fred Phelps, Leo Barbie | Sobre cinco pessoas comuns de Lawrence, Cansas, que são homossexuais |
| Sleep in a Nest of Flames                                     | James Dowell, John Kolomvakis          | EUA                                            | Documentário               | Eric Cole, Val Oisteneau, Rich Bernatovech, Paul Bowles, Mary Lynn Broe, William S. Burroughs                                        | Sobre Charles Henri Ford, um poeta, escritor, e cineasta americano abertamente gay                                                                                       |
| Snakeskin                                                     | Gillian Ashurst                        | Nova Zelândia                                  | Drama                      | Melanie Lynskey, Boyd Kestner, Dean O'Gorman, Oliver Driver, Paul Glover, Taika Cohen                                                | Um mochileiro leva dois jovens para a aventura de seus sonhos, que logo se transforma em um pesadelo                                                                     |
| Sol Goode                                                     | Danny Comden                           | EUA                                            | Comédia                    | Balthazar Getty, Katharine Towne, Jamie Kennedy, Danny Comden, Natasha Gregson Wagner, Cheri Oteri                                   | [ 120 ] |
| Southern Comfort                                              | Kate Davis                             | EUA                                            | Documentário               | Robert Eads, Lola Cola, Maxwell Scott Anderson, Cas Piotrowski, Corissa Anderson, Stephanie Piotrowski                               | Documenta os últimos anos de vida de Robert Eads, um homem trans diagnosticado com câncer ovariano                                                                       |
| Step Up and Be Vocal                                          | Uta Busch, Sandra Ortmann              | Alemanha                                       | Documentário               | Lynn Breedlove, Matt Wovensmith, Jody Bleyle, The Psychic Sluts, Wendy-O Matic, Laura Litter                                         | Entrevista ativistas, artistas, e bandas queer em 1999 durante uma viagem à São Francisco                                                                                |
| Storytelling                                                  | Todd Solondz                           | EUA                                            | Comédia, Drama             | John Goodman, Selma Blair, Robert Wisdom, Paul Giamatti, Leo Fitzpatrick, Maria Thayer                                               | trad. Histórias Proibidas Separado em duas histórias diferentes explorando assuntos como sexo, raça, celebridades, e exploração                                          |
| Stranger Inside                                               | Cheryl Dunye                           | EUA                                            | Drama                      | Yolonda Ross, Davenia McFadden, Rain Phoenix, Ella Joyce, Conchata Ferrell, Lee Garlington                                           | Telefilme sobre presidiárias lésbicas afro-americanas |
| Sugar Sweet                                                   | Desiree Lim                            | Japão                                          | Romance, Drama             | Saori Kitagawa, Saki, Tamayo | Uma diretora de pornô lésbico dirige a primeira história lésbica de um programa de TV e se apaixona por uma estranha na internet                                         |
| Suor Sorriso                                                  | Roger Deutsch                          | Itália                                         | Drama                      | Ginevra Colonna, Simona Caparrini, Antonio Salines, Francesca Bianco, Alberto Buccolini, Fabrizio Bordignon                          | [ 126 ] |
| Tarik El Hob                                                  | Rémi Lange                             | França                                         | Drama                      | Karim Tarek, Riyad Echahi, Sihem Benamoune, Zakariya Gouram, Abdellah Taia, Mustapha Khaddar                                         | Um jovem franco-argelino descobre sua sexualidade enquanto estuda a homossexualidade no mundo islâmico                                                                   |
| That’s My Face                                                | Thomas Allen Harris                    | EUA, Brasil                                    | Documentário               | | Também conhecido como É a Minha Cara O diretor vai até Salvador para se reconectarcom suas raízes africanas                                                              |
| Thelma                                                        | Pierre-Alain Meier                     | Suíça, França, Grécia                          | Drama                      | Laurent Schilling, Pascale Ourbih, Nathalia Capo D’Istria, François Germond, Michele Valley                                          | Inspirado na personagem da cena transgênera paulistana Thelma Lipp |
| Time Lapse                                                    | David Worth                            | EUA                                            | Suspense                   | Roy Scheider, Dina Meyer, William McNamara, Henry Rollins, Barry Lynch, Adoni Maropis                                                | Um agente secreto é envenenado e começa a perder a memória lentamente |
| Todo me pasa a mí                                             | Miquel García Borda                    | Espanha                                        | Comédia, Drama             | Javier Albala, Jordi Collet, Lola Dueñas, Miriam Alamany, Cristina Brondo, Miquel Garcia Borda                                       | [ 130 ] |
| Tomer Ve-Hasrutim                                             | Tomer Heymann                          | Israel                                         | Documentário               | Idan Alterman, Aviv Geffen, Tomer Heymann                                                                                            | Sobre o relacionamento entre o cineasta e o grupo de jovens que ele lidera e convence a montar uma peça                                                                  |
| Torzók                                                        | Árpád Sopsits                          | Hungria                                        | Drama                      | Tamás Mészáros, Szabolcs Csizmadia, Attila Zsilák, Péter Müller, Imre Thúri, Krisztián Tóth                                          | |
| Traveling to Olympia                                          | Gael Richards                          | EUA                                            | Drama                      | Justin McFarlane, Michael Haboush, Dennis Timothy Kleinsmith, Senator Bradley, Donald Allen, Paul Francis Crollard, Jerry Rockhardly | Depois de sair de um centro de detenção juvenil, um homem viaja à Olympia, onde conhece outros gays                                                                      |
| La traversée                                                  | Sébastien Lifshitz                     | França                                         | Documentário               | Stephane Bouquet | Um homem viaja pelos EUA a procura do pai que ele nunca conheceu |
| Treading Water                                                | Lauren Himmel                          | EUA                                            | Drama                      | Angela Redman, Nina Landey, Annette Miller                                                                                           | trad. Águas Turvas O relacionamento entre uma restauradora de barcos e uma assistente social é post à prova quando a família da primeira pede que ela volte para casa    |
| Trembling Before G-d                                          | Sandi Simcha DuBowski                  | EUA                                            | Documentário               | | Sobre judeus ortodoxos gays e lésbicas que tentam reconciliar sua sexualidade com sua fé                                                                                 |
| Trois huit                                                    | Philippe Le Guay                       | França                                         | Drama, Suspense            | Gérald Laroche, Marc Barbé, Luce Mouchel, Bastien Le Roy, Bernard Ballet, Alexandre Carrière                                         | [ 134 ] |
| Undetectable                                                  | Jay Corcoran                           | EUA                                            | Documentário               | David Brudnoy, Anibal Castaneda, Belynda Dunn, Matilde Garcia, Carole Miselman, Joe Pennell                                          | Examina os efeitos físicos e psicológicos de medicamentos para o HIV em três homens e três mulheres                                                                      |
| A Union in Wait                                               | Ryan Butler                            | EUA                                            | Documentário               | Lisa Howes Yewdall (narradora) | Um casal de lésbicas batistas lutam pelo direito de se casar |
| Uwaki na bokura                                               | Yumi Yoshiyuki                         | Japão                                          | Drama, Experimental        | Naoyuki Chiba, Ukyo Fushimi, Tomohiro Okada, Kouichi Imaizumi, Yuuichi Honda, Takao Nakano                                           | Segue dois namorados na noite do aniversário de um deles em Shinjuku |
| Vagón Fumador                                                 | Verónica Chen                          | Argentina                                      | Drama                      | Cecilia Bengolea, Leonardo Brzezicki, Adrien Fondari, Pablo Razuk, Fabian Talin, Carlos Issa                                         | Uma mulher suicída e um prostituto se encontram em um trem |
| Visions of Sugarplums                                         | Edward J. Fasulo                       | EUA                                            | Comédia                    | Mark W. Hardin, Edward J. Fasulo, Mary Jean Feton, Vincent Wares, Kevin Joseph, Eyde Byrde                                           | Na véspera de Natal, um homem tem que escolher entre seu namorado de nove meses e seus pais ultra-religiosos                                                             |
| Wambo                                                         | Jo Baier                               | Alemanha                                       | Biográfico, Drama          | Jürgen Tarrach, Ruth Drexel, Alexander Lutz, Bettina Redlich, Paulus Manker, Jan Niklas                                              | Baseado na vida e no assassinato do ator gay bávaro Walter Sedlmayr |
| Waterboys (ウォーターボーイズ)                                | Shinobu Yaguchi                        | Japão                                          | Comédia                    | Satoshi Tsumabuki, Hiroshi Tamaki, Naoto Takenaka, Kôen Kondô, Takatoshi Kaneko, Akifumi Miura                                       | Um grupo de adolescentes impopulares entra para uma competição de nado sincronizado                                                                                      |
| WebCam Boys                                                   |                                        | EUA                                            | Documentário               | Zack Allen, Ant, Cody & Cory, Jeremy Foxx, Rick Hardy, Pierre La Coste                                                               | 10 homens que gerenciam um site de webcams gay falam sobre os prós e contras de uma vida sexual online                                                                   |
| West fickt Ost                                                | Jürgen Brüning                         | Alemanha                                       | Comédia, Erótico           | Daniel Batscher, Jorn Hartmann, Leeroy Lellek, Bridge Markland, Punktchen, Tarik Qazi                                                | Um banqueiro, um garçom, e um gerente de uma sex shop são melhores amigos gays em Berlim                                                                                 |
| What Makes a Family                                           | Maggie Greenwald                       | EUA                                            | Drama                      | Brooke Shields, Cherry Jones, Whoopi Goldberg, Anne Meara, Al Waxman, Jordy Benattar                                                 | trad. O Que Faz uma Família Após a morte da parceira, uma mulher luta com os sogros pela custódia de sua filha                                                           |
| When Billie Beat Bobby                                        | Jane Anderson                          | EUA                                            | Comédia                    | Holly Hunter, Ron Silver, Bob Gunton, Jacqueline McKenzie, Elizabeth Berridge, Fred Willard                                          | História real da partida entre os tenistas Bobby Riggs e Billie Jean King em 1973                                                                                        |
| Whether You Like It or Not: The Story of Hedwig               | Laura Nix                              | EUA                                            | Documentário               | John Cameron Mitchell, Stephen Trask, Miriam Shor, Jack Steeb, Michael Ortega, Michael Schmidt                                       | Sobre a criação do musical Hedwig and the Angry Inch e sua subsequente adaptação cinematográfica                                                                         |
| A Woman and a Half: Hildegard Knef                            | Clarissa Ruge                          | Alemanha                                       | Documentário               | Hildegard Knef, Tinta Knef, Paul von Schell, David Cameron, Till Bronner                                                             | Sobre a vida da atriz alemã Hildegard Knef |
| A Woman’s a Helluva Thing                                     | Karen Leigh Hopkins                    | EUA                                            | Comédia                    | Angus Macfadyen, Penelope Ann Miller, Ann-Margret Kathryn Harrold, Nicole Nieth, Barry Del Sherman                                   | Após a morte de sua mãe, um mulherengo descobre que ela era lésbica |
| Wu Yen (鍾無艷)                                               | Johnnie To, Wai Ka-Fai                 | Hong Kong                                      | Fantasia, Comédia          | Sammi Cheng, Anita Mui, Cecilia Cheung, Raymond Wong Ho-yin, Lam Suet, Lung Tin-Sang                                                 | Também conhecido como Chung Mou Yim Uma fada raposa se apaixona tanto pelo imperador quanto pela noiva dele                                                              |
| Young Love                                                    | Arto Lehkamo                           | Finlândia                                      | Drama                      | Joonas Nordman, Saija Lentonen, Sari Havas, Pekka Lukka, Antti Aro, Laura Närhi                                                      | Um garoto, aconselhado por seu professor gay de fotografia, se apaixona por uma garota mais velha que quer virar modelo                                                  |
| You yuan jing meng (游园惊梦)                                 | Yonfan                                 | Hong Kong                                      | Drama                      | Joey Wang, Rie Miyazawa, Daniel Wu, Brigitte Lin, Yonfan, Zhigang Zhao                                                               | Uma cortesã tem um caso com uma prima da família nobre em que trabalha e também é adimirada pelo mordomo                                                                 |
| Y Tu Mamá También                                             | Alfonso Cuarón                         | México                                         | Romance, Drama, Comédia    | Gael García Bernal, Maribel Verdú, Diego Luna                                                                                        | |
| Yurisai (百合祭)                                              | Sachi Hamano                           | Japão                                          | Comédia, Drama             | Kazuko Yoshiyuki, Mickey Curtis, Utae Shoji, Kazuko Shirakawa, Sanae Nakahara, Chisako Hara                                          | [ 150 ] |
| Zebra Lounge                                                  | Kari Skogland                          | Canadá                                         | Suspense, Erótico          | Kristy Swanson, Stephen Baldwin, Brandy Ledford, Cameron Daddo, Dara Perlmutter, Daniel Magder                                       | Um casal com filhos decide apimentar sua vida sexual ao procurar outro para um swing                                                                                     |
| Zeitaku na hone (贅沢な骨/ 邦画)                              | Isao Yukisada                          | Japão                                          | Romance, Drama             | Kumiko Aso, Tsugumi, Masatoshi Nagase, Hirofumi Asamoto, Kaori Kawamura, Miki Kobayashi                                              | Um triângulo amoroso entre duas mulheres e um homem |
| Zus & Zo                                                      | Paula van der Oest                     | Países Baixos                                  | Comédia                    | Monic Hendrickx, Anneke Blok, Sylvia Poorta, Jacob Derwig, Halina Reijn                                                              | Três irmãs tentam impedir que a noiva de seu irmão gay fique com o hotel da família                                                                                      |